# Lomographa pallidaria
Lomographa pallidaria är en fjärilsart som beskrevs av John Henry Leech 1891. Lomographa pallidaria ingår i släktet Lomographa och familjen mätare. Inga underarter finns listade i Catalogue of Life.